# Второе Отделение (Каменский район)
Второе Отделение — населённый пункт в Каменском районе Пензенской области, входит в состав Междуреченского сельсовета.

## География
Расположен на расстоянии приблизительно 30 км по прямой к югу от Каменки.

## История
Основан как дворянский хутор отцом маршала Тухачевского Николаем Николаевичем или бабушкой Софьей Валентиновной Тухачевской в конце XIX века. В 1926 году учтён как посёлок Михайловка Вражского сельсовета. В 1957 году посёлок Тухачевский. В усадебном доме прошло детство Михаила Николаевича Тухачевского.

## Население
Численность населения составляла: 99 человек (1926), 136 (1930), 78 (1939), 131 (1959), 116 (1970), 65 (1979), 56 (1989), 71 (1996), 63(2004), 67(2010).